# Санта Луча (Анкона)
Санта Луча (итал. Santa Lucia) насеље је у Италији у округу Анкона, региону Марке.
Према процени из 2011. у насељу је живело 141 становника. Насеље се налази на надморској висини од 162 м.